# Baião, Pará
Baião là một đô thị thuộc bang Pará, Brasil. Đô thị này có diện tích 3758,273 km², dân số năm 2007 là 26093 người, mật độ 6,94 người/km².